# Аль-Ляйль
Аль-Ляйль (араб. الليل — Ночь) — девяносто вторая сура Корана. Сура мекканская. Ниспослана между сурами Аль-Аля  и Аль-Фаджр. Состоит из 21 аята.

## Содержание
Аллах Всевышний поклялся тремя вещами, что деяния людей различны: одни из них благочестивые, ведущие к прямому пути, другие же ведут к заблуждению. Тому, кто расходовал на пути Аллаха, был богобоязненным и искренне уверовал в Аллаха, Он поможет вершить благодеяния. А тому, кто скупился и полагал, опираясь на своё богатство, что он не нуждается в милости Аллаха и не уверовал, Аллах облегчит путь к тягостному и вечному несчастью. В аятах указывается, что Аллах по своей милости возложил на себя задачу указать людям прямой путь и что ему принадлежит и эта жизнь, и жизнь будущая.

 Клянусь ночью, когда она покрывает землю! ۝ Клянусь днём, когда он проясняется! ۝ Клянусь Тем, Кто создал мужчину и женщину! ۝ Ваши стремления различны. ۝ Тому, кто отдавал должное (или раздавал милостыню) и был богобоязнен, ۝ кто признавал наилучшее (свидетельство единобожия или Рай), ۝ Мы облегчим путь к легчайшему (к праведным деяниям). ۝ А тому, кто был скуп и полагал, что ни в чём не нуждается, ۝ кто счёл ложью наилучшее (свидетельство единобожия или Рай), ۝ Мы облегчим путь к тягчайшему (к злу и наказанию). ۝ Не спасёт его достояние, когда он падёт (в Геенну или погибнет). ۝ Воистину, Нам надлежит вести прямым путём. ۝ Нам же принадлежат жизнь Последняя и первая. ۝ Я предостерёг вас от пылающего Огня. ۝ Войдёт в него только самый несчастный, ۝ который считает истину ложью и отворачивается. ۝ Отдалён от него будет самый богобоязненный, ۝ который раздаёт своё имущество, очищаясь, ۝ и всякую милость возмещает сполна ۝ только из стремления к Лику своего Всевышнего Господа.  ۝ И он непременно будет удовлетворён. 
—  92:1—21 (Кулиев)